# 泰拉克 (阿韦龙省)
泰拉克（法語：Tayrac，法語發音：[tɛʁak]）是法国阿韦龙省的一个市镇，属于罗德兹区。

## 地理
泰拉克（44°12'8"N, 2°14'1"E）面积15.73 平方千米，位于法国奧克西塔尼大區阿韦龙省，该省份为法国南部内陆省份，位于法國中央高原南部，北起顺时针与康塔爾省、洛泽尔省、加尔省、埃罗省、塔恩省、塔恩-加龙省和洛特省接壤。
与泰拉克接壤的市镇（或旧市镇、城区）包括：卡巴内斯、卡斯泰尔马里、普拉迪纳、拉萨尔沃塔-佩拉莱斯。

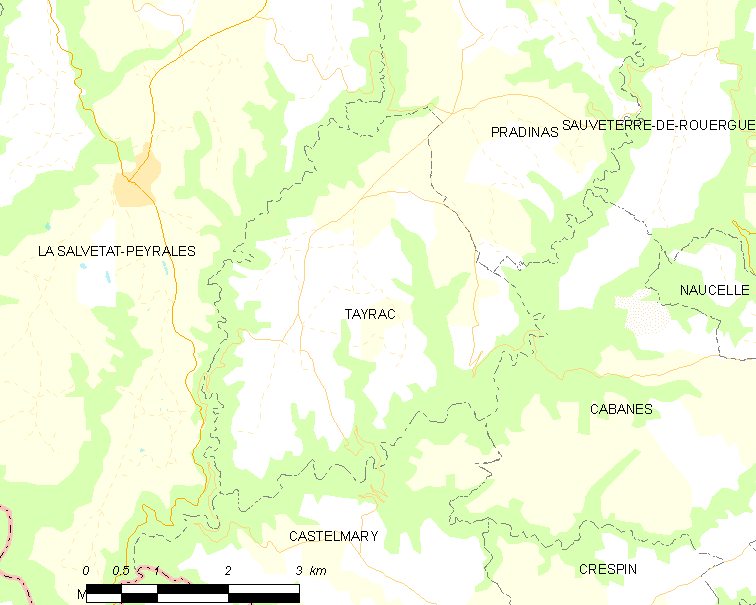
的OSM定位图

泰拉克的时区为UTC+01:00、UTC+02:00（夏令时）。

## 行政
泰拉克的邮政编码为12440，INSEE市镇编码为12278。

## 政治
泰拉克所属的省级选区为阿韦龙-塔恩县。

## 人口

1962-2008年间人口变化图示

泰拉克于2022年1月1日时的人口数量为188人。